# David Wautier
Pour les articles homonymes, voir Wautier.
David Wautier, né le 17 mars 1980 à Nivelles (province de Brabant), est un auteur, illustrateur de livres jeunesse et auteur de bande dessinée belge.

## Biographie

### Jeunesse
Né le 17 mars 1980, à Nivelles, David Wautier grandit dans cette ville. Enfant, il aime l'histoire de Spirou et Fantasio intitulée Les Hommes-grenouilles, qui se passe à Cassis. Plus tard, il se prend de passion pour le western après avoir découvert les films de John Ford. Il fait ses études en illustration à l'Institut Saint-Luc de Bruxelles. Il a déjà à son actif la réalisation d'une affiche pour une pièce de théâtre, et son travail a déjà été plusieurs fois primé. En 2000, David Wautier est sélectionné à l'occasion de l'exposition du Cartoon Festival de Knokke-Heist. L'année suivante, il remporte le prix Coup de cœur du concours de bande dessinée organisé dans le cadre du festival de Ganshoren. En 2002, son projet d'affiche pour la semaine du livre de jeunesse est sélectionné pour une exposition itinérante présentée à l'occasion de la Foire du livre de Bruxelles.

### Auteur de littérature jeunesse
Il est aussi un auteur et illustrateur de littérature d'enfance et de jeunesse. Il publie deux albums dans la collection « Histoires comme ça » aux éditions Alice Jeunesse : Paul chasseur d'ogres et Herbert et la machine en 2003. Il sort L'Étape du Tour de France dans le cadre de la Fureur de lire en 2021. Il réalise seul l'album destiné aux enfants intitulé Montre-toi, Montagne ! publié aux éditions Le Diplodocus en 2022,.
Il réalise de courts récits de bande dessinée et il collabore au magazine Capsule cosmique. Il remplit ses carnets de croquis avec des dessins sur le vif. En 2012, il découvre la montagne et il commence des carnets de voyage dans lesquels il développe le style qu’il utilisera dans ses illustrations et bandes dessinées.

### Auteur de bande dessinée
En 2024, il sort le one shot La Vengeance, aux éditions Anspach. Cette bande dessinée de western traite de la vengeance menée par un éleveur accompagné de ses enfants à la suite du meurtre de son épouse,. Pour le chroniqueur et animateur de radio Thierry Ligot : « Par son trait, ressemblant parfois plus à une esquisse, un croquis semi-fini, un jeu de lumière faisant la part belle aux teintes ogres et chaudes dans la prairie, bleues et froides dans la montagne, David Wautier joue sur l'atmosphère tragique et l'ambiance entourant ses personnages. ».

### Autres  activités
David Wautier joue du piano. Également auteur-compositeur, il a créé le projet musical The musician, the dancer and the bird, dans lequel il chante et joue de la guitare accompagné par le batteur – et dessinateur – Abdel de Bruxelles. Il a composé une centaine de musiques instrumentales.

## Vie privée
Il vit à Saint-Gilles après avoir habité à Ixelles.

## Œuvres

### Albums jeunesse

#### Auteur et illustrateur
- Paul chasseur d’ogres[13], Bruxelles, Alice Jeunesse, coll. « Histoires comme ça », 2003  (ISBN 9782930182865)
- Herbert et la machine[14], Bruxelles, Alice Jeunesse, coll. « Histoires comme ça », 2003 (OCLC 1400610221)
- L'Étape du Tour de France[15], Fédération Wallonie-Bruxelles, Service général des Lettres et du Livre, 2021
- Montre-toi, Montagne[6] !, éditions le diplodocus, 2022  (ISBN 9791094908303)

### Bandes dessinées

#### One shot
- La Vengeance[16],[17],[18],[19],[20], Éditions Anspach, Lasne, 15 mars 2024
Scénario, dessin et couleurs : David Wautier -  (ISBN 978-2-931105-22-1)
- La Tempête[21], le Diplodocus, Quissac, 7 juin 2024
Scénario, dessin et couleurs : David Wautier -  (ISBN 979-10-94908-42-6)

#### Articles
- David Wautier (interviewé par Claire Karius), « Entretien avec David Wautier, La Vengeance », Comix Trip,‎ 30 avril 2024 (lire en ligne, consulté le 10 mai 2024).

### Émissions de télévision
- L’invité de Pierre Beaudot et Juliette Nesson dans le Brunch de ce vendredi est David Wautier, auteur et dessinateur de bande dessinée. Il a sorti sa nouvelle BD, La Vengeance, aux éditions Anspach. émission Le Brunch présentée par Pierre Beaudot et Juliette Nesson sur BX1 (41 min 12 s), 5 avril 2024.
- Pause culture - David Wautier - David Méndez Yépez émission Pause culture présentée par Caroline Leboutte sur TV Com (27 min 23 s), 10 avril 2024.

### Émissions de radio
- David Wautier, La vengeance, émission Tu m'en liras tant présentée par Armelle Delmelle et Jean Lannoy sur Radio chrétienne francophone, (15 min), 15 avril 2024.